# Fokker Super Universal
Fokker Super Universal là một loại máy bay chở khách sản xuất ở Hoa Kỳ cuối thập niên 1920, đây là một phiên bản cải tiến và lớn hơn của Fokker Universal. Nó còn được sản xuất theo giấy phép ở Canada và Nhật Bản.

## Biến thể
Nakajima Super Universal
Vận tải dân sự
Ki-6 (Máy bay huấn luyện Lục quân Kiểu 95)
Nakajima-Fokker Super Universal
Nakajima-Fokker Ambulance Aircraft
Nakajima Navy Fokker
C2N1
C2N2
Manshū Super Universal

## Quốc gia sử dụng

### Dân sự
Hoa Kỳ
- Midcontinental Air Express
- Standard Air Lines
- National Parks Airways
- Universal Air Lines

 Canada
- Western Canada Airways

 Nhật Bản
- Japan Air Transport

 Manchukuo
- Manchukuo National Airways

### Quân sự
Canada
- Không quân Hoàng gia Canòaa

 Hoa Kỳ
- Hải quân Hoa Kỳ

 Argentina
- Armada Argentina

## Tính năng kỹ chiến thuật
Dữ liệu lấy từ Pioneering in Canadian Air Transport
Đặc điểm tổng quát
- Kíp lái: 2
- Sức chứa: 6 hành khách
- Chiều dài: 36 ft 11 in (11,25 m)
- Sải cánh: 50 ft 8 in (15,44 m)
- Chiều cao: 9 ft 1 in (2,77 m)
- Diện tích cánh: 370 ft2 (34,3 m2)
- Trọng lượng rỗng: 3.250 lb (1.474 kg)
- Trọng lượng có tải: 5.550 lb (2.517 kg)
- Động cơ: 1 × Pratt & Whitney Wasp B, 450 hp (336 kW)

Hiệu suất bay
- Vận tốc cực đại: 138 mph (222 km/h)
- Tầm bay: 680 dặm (1.100 km)
- Trần bay: 19.340 ft (5.900 m)
- Vận tốc lên cao: 950 ft/min (4,8 m/s)